# Język serili
Język serili – język austronezyjski używany w prowincji Moluki w Indonezji. Według danych z 1980 roku posługuje się nim 330 osób.
Jego użytkownicy zamieszkują wieś Serili (kecamatan Pulau Masela, kabupaten Maluku Barat Daya) (północny skrawek wyspy Marsela). Publikacja Peta Bahasa podaje, że miejscowość Serili jest znana również pod nazwami Lohir Herilie i Serili Herilie.
Zagrożony wymarciem, znajduje się bowiem pod presją lokalnego języka masela oraz języka indonezyjskiego. Tworzy wspólną grupę wraz z masela i babar południowo-wschodnim.
Nie wykształcił piśmiennictwa.